# آيرين أدلر
المغنية آيرين أدلر (بالإنجليزية: Irene Adler)‏ هي شخصية خيالية من ابتكار الكاتب آرثر كونان دويل، كانت مغنية أوبرا وممثلة سابقة. تعد آدلر أبرز الشخصيات النسائية في سلسلة شارلوك هولمز مع أنها لم تظهر إلا في رواية واحدة وهي فضيحة في بوهيميا التي نشرت في عام 1891 وكان سبب شهرتها هو ذكائها وتفاديها لافخاخ هولمز وهذا ما أدى إلى احترام وحب هولمز لها وأشار لها هولمز بعد ذلك باسم "المرأة".

## سيرة الشخصية
كما أوضح السير آرثر كونان دويل في قصته فضيحة في بوهيميا. ولدت أدلر في تشلسي بلندن أو نيوجيرسي عام 1891 كانت مهنة أدلر هي مغنية أوبرا و ممثلة ، ولكن مسيرتها كمغنية أوبرا أكبر من مهنتها كممثلة ،حيث أنها قدمت عروض في لاسكالا في ميلانو بإيطاليا ،وشغلت منصب المغنية الرئيسية في الأوبرا الإمبراطورية في وارسو ببولندا ،وبعد ذلك أصبحت عشيقة ملك بوهيميا.ليصفها بأنها المغامرة المعروفة (وهو مصطلح يستخدم على نطاق واسع في ذلك الوقت). وبعد ذلك انتقلت لعيش في أنجلتر، وتزوجت من جودفري نورتون ، ما أدى إلى أستعانة ملك بوهيميا بِمساعدة شارلوك هولمز خوفاََ من أن تحاول إبتزازه بصورِِ قديمة تهدد عرش واستقرار المملكة بِإكملها وبِفضيحة كبرة، ومن هنا بدأت علاقة هولمز بأدلر التي فسرها كل شخصِِ كما يريد.

## علاقة هولمز بأدلر
السبب الرئيسي الذي جعل هذه الشخصية مشهورة هو علاقتها مع هولمز في القصة الأصلية، لاحظ واطسون أن هولمز ليس له اهتمام رومانسي بأدلر أو بالنساء بشكل عام، ولكن الأعجاب كان لذكائها ومكرها. وبالرغم من ذلك فإنه يوجد دور نشر وأعمال توضح على أن العلاقة بين أدلر وهولمز هي علاقة رومانسية

## الممثلات اللاتي لعبن دور آيرين أدلر

### أفلام تلفزيونية
| يكتب                    | تاريخ | العنوان                                      | الأسم             |
| ----------------------- | ----- | -------------------------------------------- | ----------------- |
| فيلم تلفزيوني (أمريكي)  | 1976  | شارلوك هولمز في نيويورك                      | شارلوت رامبلينج   |
| فيلم تلفزيوني (بريطاني) | 1984  | أقنعة الموت                                  | آن باكستر         |
| فيلم تلفزيوني           | 1992  | شارلوك هولمز والمرأة الرائدة                 | مورجان فيرتشيلد   |
| فيلم تلفزيوني (كندي)    | 2001  | الفضيحة الملكية                              | ليليانا كوموروسكا |
| فيلم تلفزيوني (بريطاني) | 2007  | شارلوك هولمز وعصابات بيكر ستريت الغير نظامية | آنا شانسلور       |

### مسلسلات تلفزيونية
| يكتب      | التاريخ     | العنوان                                        | الأسم                           |
| --------- | ----------- | ---------------------------------------------- | ------------------------------- |
| (بريطاني) | 1951        | شارلوك هولمز - "فضيحة في بوهيميا"              | أولغا إدواردس                   |
| (روسي)    | 1983        | مغامرات شارلوك هولمز ودكتور واطسون "كنوز أجرا" | لاريسا سولوفيوفا                |
| (بريطاني) | 1984        | مغامرات شارلوك هولمز - فضية في بوهيميا         | غايل هانيكوت                    |
| (بريطاني) | 2012        | شارلوك - "فضيحة في بلجرافيا"                   | لارا بولفر                      |
| (بريطاني) | 2014        | شارلوك - "علامة الثلاثة"                       | لارا بولفر                      |
| (أمريكي)  | -2013 -2015 | الإبتدائية                                     | ناتالي دورمر                    |
| (روسي)    | 2013        | شارلوك هولمز                                   | ليانكا جريو                     |
| (ياباني)  | 2014        | شارلوك هولمز                                   | ريه ميازاوا                     |
| (ياباني)  | 2019        | ملف قضية 221 : كابوكيتشو                       | مايا ساكاموتو (مؤدية صوت شخصية) |